# Ranunculus cosmophyllus
Ranunculus cosmophyllus är en ranunkelväxtart som beskrevs av S. Ericsson. Ranunculus cosmophyllus ingår i släktet ranunkler, och familjen ranunkelväxter. Inga underarter finns listade i Catalogue of Life.